# 大西礼芳
大西 礼芳（おおにし あやか、1990年〈平成2年〉6月29日 - ）は、日本の女優。
三重県度会郡度会町出身。トライストーン・エンタテイメント所属。

## 来歴・人物
三重県立宇治山田商業高等学校を卒業。2009年、京都造形芸術大学映画学科俳優コース1回生在学中に同学科のプロジェクト「北白川派映画芸術運動」の第二弾として製作された映画『MADE IN JAPAN 〜こらッ!〜』で演技未経験ながらヒロイン・雛子役に抜擢され、松田美由紀とともに主演を務める。大学在学中は同大学映画祭の運営や同映画の配給など俳優領域以外の分野にも携わる。
趣味は映画鑑賞、音楽鑑賞、楽器演奏、読書、絵を描くこと。特技は日本舞踊、英会話、映像編集、サックス、ピアノ、水泳、剣道。英検2級、書道7段。
映画『また逢いましょう』ではポスターイラストも担当した。

## 出演

### 映画
- MADE IN JAPAN 〜こらッ!〜（2011年10月1日） - 主演・杉田雛子 役
- カミハテ商店[注 3]（2012年11月10日） - 鎌田 役
- 千年の愉楽（2013年3月9日）
- モンスター（2013年4月27日）
- 俺はまだ本気出してないだけ（2013年6月15日） - 中庭 役
- 彌勒 MIROKU 第一部 「真鍮の砲弾」（2013年7月20日） - 江美留の友人H 役
- くじけないで（2013年11月16日） - 奉公人 役
- トレジャーハンター・クミコ（2014年・アメリカ映画） - 事務所の若い女性・チエコ 役
- 時ノカケラ（2014年7月20日） - 主演・アサミ 役
- 爛れる／Becomes Sore（2014年） - 主演・石島千春 役
- Fast&Slow（2014年11月） - 主演
- かなわぬ恋／Unrequited Love（2015年） - 主演・女 役
- 幕が上がる（2015年2月28日） - 生徒会長 役[7]
- イニシエーション・ラブ（2015年5月23日） - 松島ジュンコ 役
- アリエル王子と監視人（2015年7月11日） - 香織 役
- グッドモーニングショー（2016年10月8日） - 川南春子 役
- ナラタージュ（2017年10月7日） - 山田志緒 役
- いぬやしき（2018年4月20日）[8]
- 菊とギロチン（2018年7月7日） - 勝虎かつ 役[9]
- きらきら眼鏡（2018年9月7日）[10]
- 嵐電（2019年5月24日） - ヒロイン・小倉嘉子 役[11]
- スタートアップ・ガールズ（2019年9月6日）[12]
- 閉鎖病棟 -それぞれの朝-（2019年11月1日） - 看護師 役
- 花と雨（2020年1月17日） - ヒロイン・麻里 役[13]
- 痛くない死に方（2021年2月20日）[14]
- 地獄の花園（2021年5月21日）
- MIRRORLIAR FILMS Season4『バイバイ』（2022年9月2日）[15][16]
- 夜明けまでバス停で（2022年10月8日）- 寺島千晴 役[17]
- 鯨の骨（2023年10月13日）[18]
- 見知らぬ人の痛み（2024年4月19日） - 主演・倫子 役[19]
- STRANGERS（2024年11月2日） - 主演・直子 役[20]
- 初級演技レッスン（2025年2月22日） - 千歌子 役[21]
- また逢いましょう（2025年7月19日） - 主人公・夏川優希 役[22]
- 安楽死特区（2026年1月23日公開予定） - 藤岡歩 役[23]

### テレビドラマ
- 息もできない夏 第5話（2012年8月7日、フジテレビ） - いずみ 役
- ラストホープ 第4話（2013年2月5日、フジテレビ）
- 大!天才てれびくん 「13番ロッジの金曜日」（2013年5月7日 - 28日、NHK Eテレ）
- Woman 第4話（2013年7月24日、日本テレビ） - 今野美希 役
- 世にも奇妙な物語'13秋の特別編 「ある日、爆弾がおちてきて」（2013年10月12日、フジテレビ） - 久米辰美 役
- ハクバノ王子サマ 純愛適齢期 第8話（2013年11月21日、読売テレビ） - ウェイトレス 役
- 死刑台の72時間（2013年11月26日・12月3日、NHK BSプレミアム） - 松原みさと 役
- 長谷川町子物語〜サザエさんが生まれた日〜（2013年11月29日、フジテレビ）
- かなたの子（2013年12月1日 - 22日、WOWOW） - 見附あい 役
- 連続テレビ小説（NHK）
  - 花子とアン 第4週 - （2014年4月21日 - ） - 畠山鶴子 役
  - べっぴんさん 第21週 - 最終週（2017年2月20日 - 4月1日） - 寺田明日香 役
  - 半分、青い。 第133回（2018年9月3日） - 小川友美 役
- 芙蓉の人〜富士山頂の妻〜 最終話（2014年9月6日、NHK総合） - 野中恭子 役
- アオイホノオ 第10話（2014年9月20日、テレビ東京）
- 黒い看護婦（2015年2月13日、フジテレビ） - 秋川美奈子（昭和58年） 役
  - 黒い看護婦 オリジナル版[注 4]（2019年1月9日、映画・チャンネルNECO）
- 花嫁のれん 第4シリーズ 第32話（2015年2月17日、東海テレビ） - 小籠包かぐらや弁当のお店 バイト店員（あみちゃん） 役
- 美女と男子（2015年4月14日 - 8月25日、NHK総合） - 三島芳佳 役[24]
- 天皇の料理番 第6話（2015年5月31日、TBS）[25]
- るみちゃんの事象 第7話（2015年9月6日、MBS） - ヘンリー・モーガン 役[26]
- 大河ドラマ（NHK）
  - 花燃ゆ（2015年） - うの 役[27]
  - 真田丸 第45回 - 第47回（2016年11月13日 - 27日） - 町侍・寸 役
- コウノドリ 第6話（2015年11月20日、TBS）
- 山本周五郎人情時代劇 第6話「こんち午の日」（2015年12月15日、BSジャパン） - おすぎ 役
- 白鳥麗子でございます!（2016年1月14日 - 3月17日、tvk） - かきつばたあやめ 役
- わたしを離さないで 第3話（2016年1月29日、TBS） - 花 役
- 嵐の涙〜私たちに明日はある〜 第33話（2016年3月16日、東海テレビ） - 武田笛子 役
- 男と女のミステリー時代劇 第2話 牢の女（2016年4月12日、BSジャパン） - いち 役
- 重版出来! 第5話（2016年5月10日、TBS） - 社長秘書 役
- はじめまして、愛しています。 第6話（2016年8月18日、テレビ朝日） - マリ先生 役
- レンタル救世主 第7話（2016年11月20日、日本テレビ）
- しあわせの記憶（2017年1月8日、MBS）
- バイプレイヤーズ 〜もしも6人の名脇役がシェアハウスで暮らしたら〜 第3話（2017年1月28日、テレビ東京） - 「W不倫の悲劇」助監督 役
- フランケンシュタインの恋（2017年4月23日 - 6月25日、日本テレビ） - 玉名瑠以 役[28]
- ごめん、愛してる（2017年7月9日 - 9月17日、TBS） - 古沢塔子 役[29]
- オバチャン保険調査員 赤宮楓のマル秘事件簿（2017年8月21日、MBS・TBS系） - 戸川マネージャー 役
- さくらの親子丼 第2話 - 第4話（2017年10月14日 - 28日、東海テレビ） - 御代川由希 役
- トドメの接吻 第4話（2018年1月28日、日本テレビ） ‐ 卯月一子 役
- 卒業バカメンタリー 第9話（2018年3月19日、日本テレビ） - 看護師・米澤 役
- ○○な人の末路（2018年4月24日 - 6月26日、日本テレビ） - 立花薫 役
- 結婚相手は抽選で 第2話 - 第8話（2018年10月14日[注 5] - 11月24日、東海テレビ） - ひかり 役[注 6][31]
- メゾン・ド・ポリス 第7話（2019年2月22日、TBS） - 本宮カレン 役
- 俺のスカート、どこ行った?（2019年4月20日 - 6月22日、日本テレビ） ‐ 佐川天音 役[32]
- 簡単なお仕事です。に応募してみた 第4話（2019年8月13日、日本テレビ） - 自称芸術家の女・レイコ 役[33]
- LINEの答えあわせ〜男と女の勘違い〜（2020年2月1日 - 4月5日、読売テレビ） - 新見恵理乃 役[34]
- トップナイフ-天才脳外科医の条件- 第5話（2020年2月8日、日本テレビ） - 根岸麻理恵 役[35]
- 病室で念仏を唱えないでください 第9話（2020年3月6日、TBS） ‐ 川崎百合子 役
- ギルティ〜この恋は罪ですか?〜（2020年4月2日 ‐ 8月6日、読売テレビ・日本テレビ系） ‐ 横山優希 役[36]
- 最高のオバハン 中島ハルコ 第1話・最終話（2021年4月10日・5月29日、東海テレビ）[37] - 吉岡久美 役
- 小吉の女房2 第四回～（2021年4月23日 - 、NHK BSプレミアム） - お民 役 [38]
- 警視庁・捜査一課長 season5 第5話（2021年5月13日、テレビ朝日） - 荒川着子 役[39]
- ハコヅメ〜たたかう!交番女子〜 第5話 - （2021年8月18日 - 、日本テレビ） - 松島 役[40]
- 古見さんは、コミュ症です。（2021年9月6日 - 11月1日、NHK総合） - 潔清子 役[41]
- 競争の番人（2022年7月11日 -9月19日 、フジテレビ） - 緑川瑛子 役[42]
- ジャパニーズスタイル 第３話（2022年11月5日、テレビ朝日） - 秋子 訳
- スタンドUPスタート 第7話（2023年3月1日、フジテレビ） - 永野絵美 役[43]
- ペンディングトレイン-8時23分、明日 君と（2023年4月21日 - 6月23日、TBS） - 立花弘子 役[44][45]
- 風間公親-教場0- 第9話・第10話（2023年6月5日・12日、フジテレビ） - 中込明子 役[46]
- 24時間テレビ ドラマスペシャル『虹色のチョーク 知的障がい者と歩んだ町工場のキセキ』（2023年8月26日、日本テレビ） - 谷美智子 役[47]
- 転職の魔王様 第10話（2023年9月18日、関西テレビ・フジテレビ） - 矢吹江美里 役[48]
- ゼイチョー〜『払えない』にはワケがある〜 第3話（2023年10月28日、日本テレビ） - 出渕恵美 役[49]
- 世にも奇妙な物語'23 秋の特別編「永遠のふたり」（2023年11月11日、フジテレビ） - 安藤リカ 役[50]
- あきない世傳 金と銀（NHK BS・NHK BSプレミアム4K） - お杉 役
  - あきない世傳 金と銀（2023年12月8日 - 2月2日）[注 7][51]
  - あきない世傳 金と銀2（2025年4月6日 - 5月25日）[52]
  - あきない世傳 金と銀3（2026年春〈予定〉 - ）[53]
- めぐる未来（2024年1月18日 - 3月22日、日本テレビ） - 干支ゆりか 役[54]
- 花咲舞が黙ってない 第3シリーズ 第7話 （2024年5月25日、日本テレビ） - 仲下小夜子 役[55]
- 母の待つ里（2024年8月16日・23日、NHK BSプレミアム4K / 9月21日・28日、NHK BS） - 三枝里衣 役[56][57]
- D&D〜医者と刑事の捜査線〜 第5話（2024年11月15日、テレビ東京） - 大城知花 役[58]
- 私の知らない私 第8話・第9話（2025年2月27日・3月6日、読売テレビ・日本テレビ） - 小泉満里奈 役[59]
- 家政婦クロミは腐った家族を許さない 第8話・第9話・第12話（2025年3月1日・8日・29日、テレビ東京） - 本家・黒見白華 役[60]
- 完全不倫 -隠す美学、暴く覚悟-（2025年7月2日 - 、日本テレビ） - 松田未奈 役[61]
- DOCTOR PRICE 第3話 - （2025年7月27日 - 、読売テレビ・日本テレビ） - 安藤佳恵 役[62]

### TVバラエティ
- 秘密のケンミンSHOW 極!（2024年11月7日、読売テレビ）[63]

### 舞台
- 不道徳教室（2013年5月29日 - 6月23日、KAAT神奈川芸術劇場 / シアタートラム） - 有田弥生 役
- 民衆の敵（2018年11月29日 - 12月23日、シアターコクーン / 12月27日 - 30日、森ノ宮ピロティホール） - ペトラ 役[64][65]
- * 私たちは何も知らない（2019年11月24日、富士見市民文化会館 キラリ☆ふじみ / 11月29日 - 12月22日、東京芸術劇場シアターウエスト / 12月28日、亀戸文化センター / 2020年1月4日、兵庫県立芸術文化センター / 1月8日、まつもと市民芸術館 / 1月10日、三重県総合文化センター / 1月13日、穂の国とよはし芸術劇場PLAT / 1月18日、滋賀県立芸術劇場びわ湖ホール／2月1日、ウインクあいち / 2月8日-9日、能登演劇堂） - 岩野清 役[66]
- 守銭奴 ザ・マネー・クレイジー（2022年11月23日 - 12月11日 東京芸術劇場 プレイハウス / 12月15日 宮城県 えずこホール（仙南芸術文化センター） / 2023年1月6日 - 9日 大阪府 森ノ宮ピロティホール / 1月14日 高知県 高知県立県民文化ホール オレンジホール）[67][68]
- みわこまとめ（2024年8月29日 - 9月8日、浅草九劇） - 主演・実和子 役[69]
- muro式.「トイ」（2025年4月5日 - 29日、本多劇場 / 5月3日 - 5日、JMSアステールプラザ 中ホール / 5月8日 - 11日、福岡市民ホール 中ホール / 5月16日 - 18日、能登演劇堂 / 5月21日 - 22日、石川県立音楽堂 邦楽ホール / 5月25日 - 6月1日、森ノ宮ピロティホール）[70]
- 狩場の悲劇（2025年11月7日 - 19日〈予定〉、紀伊國屋サザンシアター TAKASHIMAYA）[71]

### CM
- 小田急電鉄 小田急ロマンスカー（2013年9月9日 - ）
- 日本スポーツ振興センター ワールドカップtoto（2014年6月 - ）
- 銀座ダイヤモンドシライシ 「夜景の輝き」篇（2016年10月14日 - ）
- ちふれ
  - ちふれ 約束篇（2017年3月 - ）
  - ちふれ 美白 うるおい ジェル／使命篇（2017年3月 - ） - ナレーション
  - ちふれ ポイントメイク 自由篇（2017年10月 - 12月）[72]
- 三菱電機 ルームエアコン 「うちって霧ヶ峰だったっけ?篇」（2018年6月1日 - ）
- 日経BP「日経DUAL」ブランドムービー]（2019年5月 - ）[73]
- ソフトバンクWEB 「スマホデビュー、おめでとう！」篇（2023年2月7日-）

### 広告
- JR東海 観光ポスター（2018年4月）[74]

### テレビアニメ
- 闇芝居（2013年7月14日 - 9月29日、テレビ東京）

### 劇場アニメ
- バケモノの子（2015年7月11日、東宝）[75]

### MV
- ゴールデンボンバー「101回目の呪い」（2014年1月1日）
- indigo la End「見せかけのラブソング」（2017年7月2日）[注 8]
- Nissy（西島隆弘）「I Need You」（2022年7月7日）

### ネット配信
- dTVオリジナルドラマ 高台家の人々（2016年6月、dTV） - 高台茂正Jr.の大学の同級生 役
- デスノート NEW GENERATION 紫苑篇・狂信（2016年9月30日 - 、Hulu） - 飯窪彩花 役
- お前によろしく（2022年3月30日 - 、YouTube・TELASA）- 菅井優香 役[76]
- めぐる、はるか未来（2024年3月21日、Hulu） - 干支ゆりか 役[77]
- 不完全不倫 第4話（2025年7月23日、TVer） - 松田未奈 役[78]

### ラジオドラマ
- 青春アドベンチャー「ロロ・ジョングランの歌声」（2019年3月25日 - 29日、NHK-FM） - 主演・藤堂菜々美 役[79]
- ラジオシアター〜文学の扉（TBSラジオ）
  - 「春のア・ラ・カルト」（2021年1月31日）
  - 「振子」（2021年2月7日）